# Holotrichia longipennis
Holotrichia longipennis är en skalbaggsart som beskrevs av Blanchard 1851. Holotrichia longipennis ingår i släktet Holotrichia och familjen Melolonthidae. Inga underarter finns listade i Catalogue of Life.